# Hieracium vasconicum
Hieracium vasconicum é uma espécie de planta com flor pertencente à família Asteraceae. 
A autoridade científica da espécie é Martrin-Donos, tendo sido publicada em Fl. Tarn 452.

## Portugal
Trata-se de uma espécie presente no território português, nomeadamente em Portugal Continental.
Em termos de naturalidade é nativa da região atrás indicada.

## Protecção
Não se encontra protegida por legislação portuguesa ou da Comunidade Europeia.